# Модальность (психология)
Мода́льность (от лат. modus — способ) — принадлежность отражаемого раздражителя к определённой сенсорной системе; качественность определённости ощущений. Модальность обусловлена строением органов чувств и особенностями среды, воздействующей на них.
Список модальностей:
- Визуальная
- Аудиальная
- Кинестетическая
- Болевая
- другие

Модальность — одно из основных свойств ощущений, их качественная характеристика. Модальные характеристики ощущений, в отличие от других их характеристик (пространственных, временных, интенсивностных), отражают свойства объективной реальности в специфически закодированной форме (длина световой волны отражается как цвет, частота звуковых волн — как тон и т. д.). Понятие модальности наряду с ощущениями относится и ко многим другим психическим процессам, описывая качественные характеристики когнитивных (познавательных) образов любого уровня и сложности.
С другой стороны, является ли модальность свойством раздражителя или рецептора — большой вопрос. В философии он формулируется так: пахнет ли роза, если нет рядом человека?